# ポップガン陰謀事件

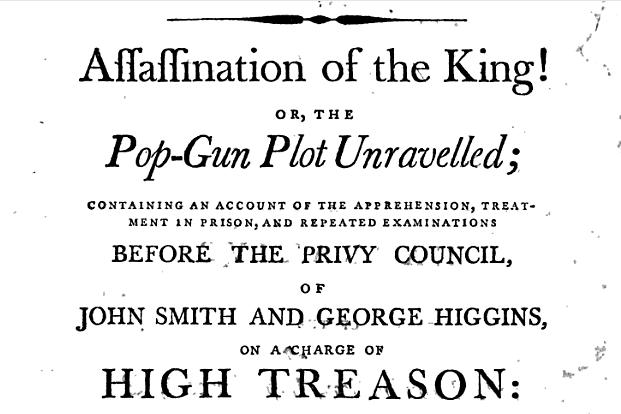
ルメートルが1795年に出版した、『国王の暗殺！または、ポップ＝ガン陰謀の解明』の口絵。

ポップガン陰謀事件（ポップガンいんぼうじけん、英語: Popgun Plot）は1794年にロンドン通信協会の会員3名が計画したとされる陰謀。内容は空気銃で毒ダートを発射して国王ジョージ3世を暗殺する、というものだった。通信協会の会員であるポール・トマス・ルメートル（Paul Thomas Lemaitre）、ジョン・スミス（John Smith）、ジョージ・ヒッギンス（George Higgins）は1794年末に、ロバート・トマス・クロスフィールド（Robert Thomas Crossfield）は1795年12月に逮捕された。しかし、主な証人が死去したため1796年4月に無罪とされた。